# Litsea
Litsea är ett släkte av lagerväxter. Litsea ingår i familjen lagerväxter.

## Dottertaxa tillLitsea, i alfabetisk ordning[1]
- Litsea aban-gibotii
- Litsea accedens
- Litsea accedentoides
- Litsea acrantha
- Litsea acutifolia
- Litsea acutivena
- Litsea aestivalis
- Litsea akoensis
- Litsea alba
- Litsea albayana
- Litsea albescens
- Litsea albicans
- Litsea albida
- Litsea alleniana
- Litsea alveolata
- Litsea amicorum
- Litsea anamo
- Litsea andreana
- Litsea aneityensis
- Litsea angulata
- Litsea anomala
- Litsea areolata
- Litsea artocarpifolia
- Litsea aurea
- Litsea auricolor
- Litsea auriculata
- Litsea australis
- Litsea bainingensis
- Litsea balansae
- Litsea bancana
- Litsea barringtonioides
- Litsea baruringensis
- Litsea baviensis
- Litsea beei
- Litsea beilschmiediifolia
- Litsea bennettii
- Litsea bernhardensis
- Litsea beusekomii
- Litsea biflora
- Litsea bindoniana
- Litsea boerlagei
- Litsea bombaiensis
- Litsea borneensis
- Litsea brachypoda
- Litsea brachystachya
- Litsea brassii
- Litsea brawas
- Litsea brevipes
- Litsea breviumbellata
- Litsea brookeana
- Litsea buinensis
- Litsea burckelloides
- Litsea calicaris
- Litsea calophylla
- Litsea calophyllantha
- Litsea cangyuanensis
- Litsea caroli
- Litsea carrii
- Litsea castanea
- Litsea catubigensis
- Litsea caulocarpa
- Litsea ceramensis
- Litsea chartacea
- Litsea chengshuzhii
- Litsea chewii
- Litsea chinpingensis
- Litsea chrysoneura
- Litsea chrysophoena
- Litsea chunii
- Litsea cinerascens
- Litsea citronella
- Litsea clarissae
- Litsea claviflora
- Litsea clemensii
- Litsea coelestis
- Litsea collina
- Litsea complanata
- Litsea confusa
- Litsea connorsii
- Litsea cordata
- Litsea coreana
- Litsea costalis
- Litsea crassifolia
- Litsea crebriflora
- Litsea crenata
- Litsea cubeba
- Litsea cuneata
- Litsea cuprea
- Litsea curtisii
- Litsea cuttingiana
- Litsea cylindrocarpa
- Litsea densiflora
- Litsea deplanchei
- Litsea depressa
- Litsea dielsiana
- Litsea dilleniifolia
- Litsea diospyrifolia
- Litsea discocalyx
- Litsea diversifolia
- Litsea domarensis
- Litsea dorsalicana
- Litsea doshia
- Litsea eberhardtii
- Litsea elliptica
- Litsea ellipticibacca
- Litsea elmeri
- Litsea elongata
- Litsea elongatoides
- Litsea engleriana
- Litsea erectinervia
- Litsea eugenioides
- Litsea exsudens
- Litsea fenestrata
- Litsea ferruginea
- Litsea ficoidea
- Litsea filipedunculata
- Litsea firma
- Litsea flexuosa
- Litsea floribunda
- Litsea fluminensis
- Litsea fo
- Litsea formanii
- Litsea forstenii
- Litsea fosbergii
- Litsea foveola
- Litsea foxiana
- Litsea fulva
- Litsea fulvosericea
- Litsea fusca
- Litsea garciae
- Litsea gardneri
- Litsea gemelliflora
- Litsea gilgiana
- Litsea glaberrima
- Litsea glabrata
- Litsea globifera
- Litsea globularia
- Litsea glutinosa
- Litsea gongshanensis
- Litsea gracilipes
- Litsea gracilis
- Litsea grandifolia
- Litsea grandis
- Litsea granitica
- Litsea grayana
- Litsea greenmaniana
- Litsea grisea
- Litsea habbemensis
- Litsea hansenii
- Litsea hayatae
- Litsea helferi
- Litsea henricksonii
- Litsea hirsutior
- Litsea hirsutissima
- Litsea honghoensis
- Litsea hookeri
- Litsea hornei
- Litsea humboldtiana
- Litsea hunanensis
- Litsea hupehana
- Litsea hutchinsonii
- Litsea hypophaea
- Litsea ichangensis
- Litsea ilocana
- Litsea imbricata
- Litsea imthurnii
- Litsea insignis
- Litsea irianensis
- Litsea iteodaphne
- Litsea japonica
- Litsea jaswirii
- Litsea johorensis
- Litsea kakkachensis
- Litsea kauloensis
- Litsea keralana
- Litsea kerrii
- Litsea kingii
- Litsea kobuskiana
- Litsea kurzii
- Litsea kwangsiensis
- Litsea kwangtungensis
- Litsea laeta
- Litsea laevifolia
- Litsea lakshmammaniana
- Litsea lanceolata
- Litsea lancifolia
- Litsea lancilimba
- Litsea laurifolia
- Litsea lecardii
- Litsea ledermannii
- Litsea leefeana
- Litsea leiantha
- Litsea leytensis
- Litsea liboshengii
- Litsea ligustrina
- Litsea lithocarpoides
- Litsea litseifolia
- Litsea liyuyingii
- Litsea longepedunculata
- Litsea longipedicellata
- Litsea longipes
- Litsea longistaminata
- Litsea luzonica
- Litsea machilifolia
- Litsea machiloides
- Litsea mackeei
- Litsea macrophylla
- Litsea mafuluensis
- Litsea magnifica
- Litsea magnifolia
- Litsea maingayi
- Litsea maluensis
- Litsea martabanica
- Litsea mathuataensis
- Litsea megalophylla
- Litsea mekongensis
- Litsea melchioriana
- Litsea mellifera
- Litsea meyeri
- Litsea miana
- Litsea micrantha
- Litsea microphylla
- Litsea minor
- Litsea mishmiensis
- Litsea mollis
- Litsea monopetala
- Litsea montis-dulit
- Litsea morobensis
- Litsea morotaiensis
- Litsea morrisonensis
- Litsea moupinensis
- Litsea muelleri
- Litsea myristicifolia
- Litsea neesiana
- Litsea nemoralis
- Litsea neocaledonica
- Litsea neohebridensis
- Litsea nervosa
- Litsea nigrescens
- Litsea nigricans
- Litsea nitida
- Litsea noronhae
- Litsea novoguinensis
- Litsea novoleonis
- Litsea nuculanea
- Litsea oblongifolia
- Litsea obscura
- Litsea ochracea
- Litsea odorifera
- Litsea oligophlebia
- Litsea oppositifolia
- Litsea orocola
- Litsea ovalauensis
- Litsea ovalifolia
- Litsea ovalis
- Litsea pallens
- Litsea pallidifolia
- Litsea palmatinervia
- Litsea palustris
- Litsea panamonja
- Litsea paoueensis
- Litsea papillosa
- Litsea papuana
- Litsea parvifolia
- Litsea pedicellata
- Litsea pedunculata
- Litsea penangiana
- Litsea pentaflora
- Litsea pentagona
- Litsea perfulva
- Litsea perglabra
- Litsea perlucida
- Litsea persella
- Litsea philippinensis
- Litsea phuwuaensis
- Litsea pickeringii
- Litsea pierrei
- Litsea pittosporifolia
- Litsea plateaefolia
- Litsea populifolia
- Litsea pringlei
- Litsea prolixa
- Litsea propinqua
- Litsea pruriens
- Litsea pseudoculitlawan
- Litsea pseudoelongata
- Litsea pseudoumbellata
- Litsea psilophylla
- Litsea pumila
- Litsea punctata
- Litsea punctulata
- Litsea pungens
- Litsea quadrangularis
- Litsea quercoides
- Litsea racemosa
- Litsea rangoonensis
- Litsea resinosa
- Litsea reticulata
- Litsea richii
- Litsea ridleyi
- Litsea rigidifrons
- Litsea riparia
- Litsea ripidion
- Litsea robusta
- Litsea rotundata
- Litsea rotundifolia
- Litsea rubescens
- Litsea rubicunda
- Litsea rubiginosa
- Litsea salicifolia
- Litsea salmonea
- Litsea sandakanensis
- Litsea santapaui
- Litsea sarawacensis
- Litsea schlechteri
- Litsea scortechinii
- Litsea seemannii
- Litsea segregata
- Litsea semecarpifolia
- Litsea sepikensis
- Litsea sericea
- Litsea sessiliflora
- Litsea sessilis
- Litsea sikkimensis
- Litsea sinoglobosa
- Litsea solomonensis
- Litsea spathacea
- Litsea spathulata
- Litsea staintonii
- Litsea steenisii
- Litsea stenophylla
- Litsea stickmanii
- Litsea subauriculata
- Litsea subcoriacea
- Litsea suberosa
- Litsea suboppositifolia
- Litsea subovata
- Litsea subumbelliflora
- Litsea sulavesiana
- Litsea sulitii
- Litsea sumatrana
- Litsea szemaois
- Litsea talaumifolia
- Litsea taronensis
- Litsea tenuipes
- Litsea teysmannii
- Litsea tharpiana
- Litsea thorelii
- Litsea tibetana
- Litsea timonioides
- Litsea timoriana
- Litsea tomentosa
- Litsea trichophylla
- Litsea triflora
- Litsea triplinervia
- Litsea tsinlingensis
- Litsea tuberculata
- Litsea turfosa
- Litsea umbellata
- Litsea uniflora
- Litsea unita
- Litsea urdanetensis
- Litsea utilis
- Litsea walkeri
- Litsea vang
- Litsea vanoverberghii
- Litsea variabilis
- Litsea varians
- Litsea veitchiana
- Litsea velutina
- Litsea versteeghii
- Litsea verticillata
- Litsea verticillifolia
- Litsea whiteana
- Litsea whitfordii
- Litsea wightiana
- Litsea wilsonii
- Litsea virens
- Litsea viridis
- Litsea vitiana
- Litsea wrayi
- Litsea xanthophylla
- Litsea yaoshanensis
- Litsea yunnanensis